# NHK鳳来海老テレビ中継局
NHK鳳来海老テレビ中継局（エヌエイチケイほうらいえびテレビちゅうけいきょく）は、愛知県新城市にあったNHK名古屋放送局の地上アナログテレビジョン放送中継局である。
共同受信設備の普及で2010年（平成22年）8月31日に廃止された。

## 中継局概要
| チャンネル | 放送局名       | 空中線電力        | ERP                 | 放送対象 地域 | 放送区域 内世帯数 | 偏波面   |
| 2ch        | NHK 名古屋総合 | 映像3W/ 音声750mW | 映像4.9W/ 音声1.2W  | 愛知県        | 不明              | 垂直偏波 |
| 8ch        | NHK 名古屋教育 | 映像3W/ 音声750mW | 映像4.5W/ 音声1.15W | 全国          | 不明              | 垂直偏波 |

## 所在地
- 新城市海老字千原田の平間山

## 放送エリアなど
- 豊橋中継局からの電波が届きにくい新城市・旧鳳来町域北部（旧海老町域）をカバーしていた。
- 在名民放局は当地に中継局を置いていなかった。
- 地上デジタルテレビジョン放送については、ケーブルテレビ「豊橋ケーブルネットワーク」の視聴や鳳来大野テレビ中継局からの共同視聴設備による視聴による対策が取られている。